# Anières
Anières är en ort och kommun i kantonen Genève, Schweiz. Den består förutom orten Anières av de två mindre byarna Chevrens och Bassy. Kommunen har 2 521 invånare (2023).
Anières gränsar till Genèvesjön, de schweiziska kommunerna Hermance och Corsier samt till Frankrike.